# آلگاروت
آلگاروت (به انگلیسی: Algarot) با فرمول شیمیایی SbOCl یک ترکیب شیمیایی است. که جرم مولی آن 173.21 g/mol می‌باشد. 